# Geophysical Fluid Dynamics Laboratory
Le Geophysical Fluid Dynamics Laboratory (GFDL), créé en 1955, est un laboratoire de recherche américain consacré aux sciences de l'atmosphère, à l'océanographie et à la dynamique des fluides géophysiques. Il est rattaché à l'Office of Oceanic and Atmospheric Research (OAR) de la National Oceanic and Atmospheric Administration (NOAA).

## Missions
Le Geophysical Fluid Dynamics Laboratory (GFDL) travaille en particulier sur la variabilité naturelle du climat et sur les changements climatiques d'origine anthropique, dont le changement climatique dû à l'effet de serre.

## Histoire
L'US Weather Bureau (ultérieurement rattaché à la National Oceanic and Atmospheric Administration) crée en 1955 à Washington la General Circulation Research Section avec pour directeur le physicien Joseph Smagorinsky. Le laboratoire de recherche est renommé en 1957 General Circulation Research Laboratory et enfin Geophysical Fluid Dynamics Laboratory en 1963, puis déménage pour l'université Princeton dans le New Jersey en 1968,.
Le GFDL est notamment connu pour ses travaux pionniers de modélisation du climat. Il est à l'origine du modèle radiatif-convectif à une dimension verticale de Syukuro Manabe et Richard Wetherald dont les résultats sont publiés en 1967 dans « Thermal Equilibrium of the Atmosphere with a Given Distribution of Relative Humidity », ainsi que du modèle de circulation générale publié par les deux mêmes auteurs en 1975 dans « The Effects of Doubling the CO2 Concentration on the climate of a General Circulation Model ».
Dix employés sont licenciés en février 2025 lors des coupures à la NOAA durant la seconde présidence de Donald Trump.

## Chercheurs notables
- Joseph Smagorinsky
- Syukuro Manabe
- Kirk Bryan (en)[1]